# Convento de la Encarnación (Almonte)
El Convento de la Encarnación del Hijo de Dios fue un templo católico, perteneciente a la orden de las dominicas, situado en la localidad de Almonte.

## Historia
El 8 de agosto de 1609, el licenciado Juan Ruiz Prieto y su mujer, Águeda Bejarano, obtienen licencia para fundar en Almonte un convento de clarisas. A este fin, mandaron al alarife Bartolomé Vázquez que habilitara unas casas para su nueva función. Sin embargo, las clarisas nunca llegarían a instalarse en Almonte.
En la vecina Rociana del Condado existía un convento de dominicas, fundado en 1589, pero sin la dotación suficiente para su sustento. Esto motivó desde 1602 los intentos de las monjas para trasladarse a Niebla. Sin embargo, la noticia de que Ruiz Prieto y su esposa deseaban realizar una fundación femenina en Almonte motivó que la orden dominica buscase un acuerdo que se suscribió el 27 de marzo de 1610. En la escritura fundacional se especifica la dedicatoria del convento a la Encarnación del Hijo de Dios y que las dominicas se encargarían de gestionar la licencia para el traslado desde Rociana. El 25 de julio de 1610 ya había concluido la mudanza de la comunidad.
Tras décadas de obras, la iglesia pudo ser bendecida el 3 de abril de 1659. Dos años más tarde se instala el retablo mayor, donado por el sacerdote Manuel Ortiz de Abreu y se abre una tribuna a la capilla mayor con barandas de hierro.
El convento fue desamortizado el 2 de septiembre de 1841, aunque el cierre definitivo se postergaría hasta 1849. Las religiosas se repartieron entre el Convento del Vado de Gibraleón y el Convento de la Piedad de Lepe. Tras la marcha de las monjas, con misas los domingos y festivos, hasta que debió cerrarse por ruina el 2 de diciembre de 1852.

## Descripción
Se conserva una detallada descripción del patrimonio atesorado por el convento gracias al inventario realizado con motivo de su cierre en 1849.
El retablo mayor fue realizado por Juan y José Joaquín Cano en 1761. Era una obra de tres cuerpos rematada en su copete por la heráldica de la familia Abreu. Lo donó el sacerdote Manuel Ortiz de Abreu, que pagó por él 55.000 reales. Lo presidió durante la mayor parte de su historia la imagen de la Virgen de la Encarnación. Cuando las religiosas se la llevaron con ellas al ser exclaustradas, la sustituyó la Virgen de Gracia, procedente de la desaparecida ermita del mismo nombre.
Sobre la hornacina de la Virgen aparecía una imagen de medio cuerpo de Santo Domingo, abriendo sobre ella un segundo tabernáculo con el grupo escultórico de la Anunciación. En las calles laterales del camarín se encontraban las imágenes de medio cuerpo de Santa Catalina de Siena y Santa Rosa de Lima, sobre ellas, de cuerpo entero, San Pablo y Santo Tomás de Aquino y sobre estos las pinturas ovaladas  de la Virgen con San José y los Desposorios de la Virgen.
Repartidos por la nave había diversos retablos. El del Crucificado albergaba el calvario formado por Cristo, la Dolorosa y San Juan que actualmente se encuentra en el Santuario del Rocío, igual que la imagen de vestir de Santo Domingo que también contaba con su propio altar coronado por una pintura de la Ascensión. El retablo del Carmen acogía una imagen de pequeño formato de la Virgen con el Niño Jesús en brazos y un lienzo de la Santa Cena. El de la Virgen del Rosario se insertaba bajo un pabellón de lienzos encolados. Su titular era una imagen de vestir con el Niño en brazos y juego de atributos en plata. También San Juan Bautista contaba con retablo propio con una pintura sobre tabla de San Francisco de Asís.
El patrimonio del templo se completaba con un púlpito de hierro, un órgano en mal estado y las pinturas de Jesús Nazareno y la Virgen mostrando un lienzo con el retrato de Santo Domingo. El inventario de 1849 recoge también los lienzos del Crucificado y la Inmaculada situados en el coro y las imágenes de San Marcos y San Juan conservadas en la sacristía.